# Pierre Grégory
 (janvier 2019).
 (mai 2019).
Si vous disposez d'ouvrages ou d'articles de référence ou si vous connaissez des sites web de qualité traitant du thème abordé ici, merci de compléter l'article en donnant les références utiles à sa vérifiabilité et en les liant à la section « Notes et références ».
Pour les articles homonymes, voir Gregory.
Pierre Grégory (né le 11 août 1945 à Figeac) est professeur émérite des universités, membre du conseil d'administration des Universités de Paris, ainsi que l’un des deux représentants du ministère des Finances à la Commission des Dations. Il fut notamment vice-chancelier des universités de Paris (recteur chargé de l'enseignement supérieur), président du conseil d'administration de Sorbonne Universités, président du conseil d'administration d'Erasmus France...(Cf.ci-dessous).

## Carrière professionnelle
Pierre Grégory a occupé des fonctions dans l’administration centrale, chargé de la recherche au sein du ministère de l'Enseignement supérieur et de la Recherche : conseiller à la mission scientifique du ministère de l'Enseignement supérieur et de la Recherche (1986-1989), adjoint au chef de la Mission scientifique (1986-1989), adjoint au directeur du département des Sciences de l’Homme et Société (1987-1989).
Son action a  aussi été sensible dans le domaine de l’évaluation de la recherche, en particulier au sein de commissions nationales d’évaluation : 
- Membre de jury d’agrégation de l’enseignement supérieur de sciences économiques (2003-2004) ;
- Membre de jurys d’agrégation de sciences sociales (1983-1987) ;
- Membre de jurys d’agrégation de l’enseignement supérieur du CAMES (agrégation de l’enseignement supérieur des pays africains et malgaches, 1997-1998) ;
- Membre du Comité national de la recherche scientifique (CNRS, 1989-1994) ;
- Membre du Comité national des universités (CNU, 1982-1984 et 1989-1993) ;
- Expert auprès de la Direction de la Recherche au ministère de la Recherche (1993-1997) ;
- Membre du groupe d’experts en économie et gestion à la Mission scientifique et technique au ministère de l'Enseignement supérieur et de la Recherche (2003-2005) ;
- Membre du comité Campus (ministère des Affaires étrangères) où il expertise des dossiers de coopération scientifique entre la France et les pays africains.

- Membre de la commission interministérielle d’agrément pour la conservation du patrimoine artistique national (commission des dations) depuis 2012.
- Vice-chancelier des universités de Paris (2005 à 2010).
- Président du conseil d’administration de l’agence Erasmus France, depuis 2006
- Professeur émérite des universités, il a, de 1983 à 2013, successivement enseigné l’économie, le comportement du consommateur et la modélisation du processus de persuasion dans les Universités Paris I (Panthéon-Sorbonne) et Paris II (Panthéon-Assas).
- Président du Comité consultatif de l’enseignement supérieur privé (CCESP) au Ministère de la Recherche et de l'Enseignement supérieur, depuis 2009.
- Membre du Conseil d'administration de la Chancellerie des Universités de Paris, depuis 2013.
- Vice-président de l'Alliance française de Paris Île-de-France à partir de 2014.
- Membre du directoire de l'ESSEC, (2014-2016)
- Membre de l'Instance nationale au ministère de l'Enseignement supérieur et de la Recherche,(2011-2015)
- Membre du conseil d’administration de l’IHEDN (2007-2010), chef de la mission des emplois supérieurs du ministère de l’Éducation nationale et du ministère de l'Enseignement supérieur et de la Recherche (2010-2012) puis président de Sorbonne Universités (printemps 2013)

## Distinctions et prix

### Distinctions
- Commandeur de la Légion d'honneur
- Officier de l'ordre national du Mérite
- Commandeur de l'ordre des Palmes académiques
- Chevalier de l'ordre du Mérite agricole (2007)[1]
- Officier de l'ordre des Arts et des Lettres

### Prix
- Médaille de l’association Académie des sciences commerciales en 1987
- Mention spéciale du meilleur livre de management de la revue Harvard / l'Expansion en 1986
- Membre de l’association d'intérêt général Académie des sciences commerciales

## Carrière universitaire

### Enseignement
Pierre Grégory devient en 1974 maître-assistant, puis maître de conférences à l’université Panthéon-Sorbonne jusqu’en 1983 avant d’être promu professeur des universités et rejoindre l’université de Lille I où il restera jusqu’en 1987. À cette date, il regagne l’université Paris I Panthéon-Sorbonne puis rejoint en 2005 l’université Panthéon-Assas.
Il crée et dirige à l’université Paris I Panthéon-Sorbonne entre 1994 et 2002 l'École doctorale de gestion, et, de 1996 à 2002, une structure fédérative regroupant quatre centres de recherche en économie d’entreprise et en gestion, l’Observatoire des stratégies d’entreprise Sorbonne (OSES).
Dans sa dernière affectation à Paris, il fut responsable du DEA de sciences de gestion (ESSOR), de l’université Panthéon-Assas (2003-2005), et directeur du DESS Management des projets logistiques de l’université Panthéon-Assas (2003-2005). En outre, il a précédemment créé et dirigé d’autres filières pédagogiques d’enseignement supérieur dans ses universités de fonction : DESS Certificat d’administration des entreprises, maîtrise de sciences de gestion, DESS marketing.
Par ailleurs, il a dirigé de nombreuses thèses (16 entre 1999 et 2006) et participé à plus de 50 jurys de thèses de doctorat en sciences de gestion, sciences économiques, sciences humaines et sociales. Il est évaluateur de plusieurs revues ou instances scientifiques (RAM, DM, RFG, congrès AFM, CCIFQ[Quoi ?], jury MBA de l’INSEAD…).
Enfin, son activité internationale a été constamment présente tout au long de sa carrière. Ainsi, entre 2000 et 2004, il a répondu aux invitations des universités de Buenos Aires, de Columbia (New York), de Venise, de Mons (FUCaM), ou encore  de Bouaké (Côte d'Ivoire).

## Formation
Parallèlement à sa scolarité au lycée Pierre-de-Fermat de Toulouse, Pierre Grégory obtient en 1964 et 1965 des certificats de licence à la faculté des lettres et à la faculté des sciences de l'université de Toulouse. Il entre ensuite à l'École supérieure des sciences économiques et commerciales de Paris (diplômé en 1968) et s’inscrit à l’université Paris I Panthéon-Sorbonne.
Diplômé de l’université de Pennsylvanie en 1969, il présente en 1971 à l’université Paris I Panthéon-Sorbonne un doctorat ès sciences économiques puis en 1976 un doctorat ès sciences de gestion dans cette même université.

## Publications
Pierre Grégory a publié dans trois domaines scientifiques : les sciences économiques, les sciences de gestion et l’histoire de l’art.

### Principales publications en sciences de gestion (1999 -2006)
Le président de l’Association nationale des professeurs d'université en sciences de gestion, Jacques Rojot, résume l’apport de Pierre Grégory à sa discipline en ces termes :

« Les activités scientifiques de Pierre Grégory se situent dans le champ du « comportement du consommateur », discipline qui occupe aujourd’hui une place privilégiée en gestion des entreprises. La question centrale de ce domaine d’investigation porte sur l’analyse et la mesure des déterminants et des modalités de la prise de décision d’achat ou de consommation des individus. On y traite des circonstances, de la forme, de l’expression ainsi que des ressorts cognitifs et psychologiques de cette prise de décision. Pendant longtemps, le paradigme dominant de l’explication reposait sur la rationalité du consommateur et sur une vision hiérarchique des étapes décisionnelles.

Pierre Grégory renouvelle profondément cet éclairage et s’inscrit en rupture avec ce paradigme cognitif, au profit d’une approche centrée sur la prise en compte des dimensions effectives et émotionnelles dans la décision. Sa réflexion a notamment porté sur l’identification et la mesure de ces déterminants éphémères permettant leur intégration dans un modèle de comportement qui rend véritablement compte de la réalité de la communication publicitaire. L’ampleur de ce travail a permis à P. Grégory de formaliser une théorie, celle de « l’irrationalité restreinte » et de la valider par un modèle général de persuasion appelé LISA. Ce modèle est fondé sur le constat que la persuasion, dès que le consommateur se trouve en contact avec un message publicitaire, se produit à travers quatre cheminements distincts (portes d’entrée : de la Logique, de l’Imitation, des Sentiments, des Automatismes) et cinq modalités (diversité, interaction, simultanéité, effets diffus et moindre temps). Ce modèle publié en 2005 avec le professeur Ch. Derbaix s’inscrit dans un paradigme qui permet de rendre compte de phénomènes proches de ceux décrits par la physique quantique et se trouve résumé dans la formule d’irrationalité restreinte qui marque, en économie d’abondance, la domination des aspects non rationnels de la consommation sous contrainte budgétaire. »

#### Livres
- Gestion, Éditions Dalloz, 1999.
- La théorie de l’irrationalité restreinte : fondement de la communication persuasive, en collaboration avec Ch. Derbaix, Éditions Economica, 2005.

#### Articles
- Une application inattendue d’une innovation technologique en sciences de gestion, M. Caron, IHMC, ENS Ulm, Fayard, 2000
- Préface de l’ouvrage L’enfant consommateur ou la raison éveillée, Economica, 2000
- L’or de l’art, source de conflit entre l'État et les contribuables, Mélanges Pr. Le Duff, Presses universitaires de Bretagne, 2002
- « Libérons la recherche », in Commentaire, édition Plon, n° 109, 2005
- New models of episodic an semantic memory – Spreading activation and Neural holographic hypothesis : implications for understanding Consumer in Information Processing and Brand Positioning, 2005
- « Recherche et Université », in Commentaire, avec B. Gaveau, 2006
- LISA, Proposal of a New Model derived from Consumer Behavior and Quantum Electrodynamics Theories, 2007
- Nombreuses chroniques sur le thème « Arts et société » pour la revue Commentaire depuis 2015 (coll. J.-P. Daviet)
- Préface du livre consacré à la famille Rockefeller, éditions ESKA, Paris, 2017

#### Encyclopédies
- 5 chapitres in Encyclopédie du Management et de la Gestion, Éditions Vuibert, 1999 ;
- 1 chapitre inEncyclopédie des sciences de gestion (2e édition), Economica, 2003 ;
- Précis Dalloz de Gestion, Dalloz-Sirey (comme Directeur de collection).

### Principales publications en sciences économiques
Dans ces publications, Pierre Grégory montre les effets pervers d’une régulation étatique inadaptée dans les domaines à expertise particulièrement difficile. Il en va ainsi notamment de la réglementation des places financières internationales, dans un monde décloisonné où les capitaux, en quête de la meilleure rémunération possible, fuient les obstacles bureaucratiques émanant d’un seul pays.
La difficulté pour un État à intervenir efficacement dans des domaines complexes où se côtoient obstacles idéologiques et difficultés d’expertise, comme, par exemple, le marché de l’art, constitue l’un des défis majeurs en économie.
- « La place financière de Beyrouth » dans Revue d’économie politique ;
- Pierre Grégory, « Balances des paiements et transferts des œuvres d’art », Le Monde, The Guardian, Revue Banque, Revue Commentaire,‎ 1982.

### Principales publications enhistoire de l’art
Deux innovations principales marquent les publications de Pierre Grégory dans ce domaine : la découverte aux archives nationales de l’inventaire après décès de Lazare Duvaux  et aux archives de la manufacture nationale de Sèvres de l’un des plus prestigieux services de porcelaine de l’Ancien Régime : le service bleu céleste de Louis XV à Versailles. La publication de ce service dans la Revue du Louvre et des musées de France a pu être illustrée grâce au travail d’identification de nombreuses pièces retrouvées dans les collections du duc de Buccleugh à Boughton House ainsi que dans les collections des musées nationaux.
En constatant l’inadéquation entre la lettre-date inscrite sur les vases Vincennes – Sèvres par Madame de Pompadour et la lecture acceptée jusqu’à la décennie 80 par tous les spécialistes des arts décoratifs français du XVIIIe siècle, Pierre Grégory a remis en cause cette correspondance lettres-dates et dates de fabrication. Cette découverte se trouve aujourd’hui validée et, expliquée par d’autres historiens de l’art, elle fait maintenant l’objet d’un consensus.
Le catalogue du mobilier français du siècle des lumières au musée de Versailles s’inscrit dans une tradition de catalogues raisonnés qui contribuent à une connaissance plus approfondie des pratiques des ébénistes français de l’ancien régime par l’étude systématique des assemblages, de l’identification des bois utilisés ainsi que des parties métalliques des meubles.
- « Catalogue du mobilier français du XVIIIe siècle », Musée Lambinet de Versailles,‎ 1980 ;
- « Le service bleu céleste de Louis XV à Versailles », Revue du Louvre et des musées de France,‎ 1982 ;
- Plusieurs articles dans la Revue Connaissance des arts
- Revue Sèvres : Au sujet des lettres-dates des porcelaines de Vincennes et de Sèvres, 2017
- L'exceptionnelle pendule du maréchal de Richelieu, 2018.